# Beyond the storm
Beyond the storm is een studioalbum van Edgar Froese. Het album laat zowel “nieuw” als “oud” werk horen. Dat oude werk werd op deze dubbele compact disc opgenomen omdat in de ogen van Froese het behoorlijk “opgepoetst” moest worden door remastering. Bovendien was ten tijde van het verschijnen van dit album Ages nog niet op cd verschenen en was er ruzie over de rechten van de originele opnamen van Macula transfer.

## Musici
- Edgar Froese – synthesizers, elektronica

## Muziek
| Nr. | Titel                                      | Duur |
| --- | ------------------------------------------ | ---- |
| 1.  | Heatwave city (nieuw werk)                 | 5:23 |
| 2.  | Dome of yelloe turtles (nieuw werk)        | 5:10 |
| 3.  | One fine day in Siberia (nieuw werk)       | 5:06 |
| 4.  | Magic lantern (nieuw werk)                 | 5:04 |
| 5.  | Walkabout (nieuw werk)                     | 7:11 |
| 6.  | Genesta in the afternoon glow (nieuw werk) | 3:40 |
| 7.  | Moonlight on a crawler lane (nieuw werk)   | 4:03 |
| 8.  | Upland (oud werk)                          | 4;13 |
| 9.  | Scarlet score for mescalero (oud werk)     | 4:55 |
| 10. | Santa Elena Marisal (nieuw werk)           | 7:41 |
| 11. | Macula transfer (oud werk)                 | 3:25 |
| 12. | Drunken Mozart (oud werk)                  | 3:25 |
| 13. | Descent like a hawk (nieuw werk)           | 5:14 |
| 14. | Carneol (oud werk)                         | 4:45 |

| Nr. | Titel                                | Duur |
| --- | ------------------------------------ | ---- |
| 1.  | The light cone (oud werk)            | 4:34 |
| 2.  | Detroit snackbar dreamer (oud werk)  | 6:35 |
| 3.  | Epsilon in Malaysian pale (oud werk) | 5:29 |
| 4.  | Tierra del Fuego (nieuw werk)        | 4:22 |
| 5.  | Bobcats in the sun (nieuw werk)      | 5:29 |
| 6.  | Metropolis (oud werk)                | 5:43 |
| 7.  | Year of the falcon (nieuw werk)      | 5:44 |
| 8.  | Juniper mascara (nieuw werk)         | 5:44 |
| 9.  | Shores of Guam (nieuw werk)          | 5:09 |
| 10. | Pinnacles (oud werk)                 | 7:59 |
| 11. | Stuntman (oud werk)                  | 4;13 |
| 12. | Days of camouflage (nieuw werk)      | 6:09 |
| 13. | Tropic of capricorn (oud werk)       | 5:10 |
| 14. | Vault of the heavens (nieuw werk)    | 5:06 |